# ゲルフ (オンタリオ州)
ゲルフ（グエルフ）（英: Guelph）は、カナダのオンタリオ州南西部の都市である。人口14万4356人（2021年）。「The Royal City」として知られ、キッチナー－ウォータールーの28km東方、ダウンタウントロントの100km西方の高速6号線と7号線が交差する地点に位置する。ウェリントン郡の一部であるが、独立した自治体として郡の行政管轄外である。
犯罪率の低さ、きれいな環境、比較的生活水準が高いことから、ゲルフはカナダで最も住みやすい都市の一つに挙げられる。例えばMoneysense誌の2007年のランクでは、ゲルフは国内で4番目である。
市内には総合大学であるゲルフ大学（グエルフ大学）があるほか、カナダ第3のビール会社であるスリーマン社の本社がある。

## 歴史
欧州からの植民以前は、この地域は先住民の間で部族間の中立地帯と考えられていた。この地域を流れるスピード川の近辺で交易のために様々な部族が集まったとされる。
19世紀前半にイギリスの民間の開発企業であるカナダ会社（Canada Company）がこの地に本社を設置した。その際に欧州の都市を模して都市開発を実施し、今日でもその構造は残っている。1827年に町開きが行われ、当時のイギリス王家ハノーヴァー朝を記念しその先祖であるヴェルフ家（Welf＝GuelfまたはGuelph）にちなんで名付けられた。そのことでこの町は「The Royal City」というニックネームを持つ。

## 地理
ゲルフの中心部は、支流が多いスピード川とエラモサ川の合流地点の上に位置している。スピード川は北から流れ込み、エラモサ川は東から流れ込む。これらの2つの川は市の中心部南東で合流し、その後南西方向に流れ、グランド川と合流する。また、ゲルフには多くの小川や森林も存在することから公園が各地に整備されているほか、散歩などにもに最適な場所となっている。
気候は冬寒く夏は比較的温暖・多湿で、適度な降水と降雪がある。ケッペンの気候区分では湿潤大陸性気候（Dfb）に分類される。年間を通して五大湖沿岸の都市と比べて概ね数℃涼しく、特に冬はその傾向が強いが、春は湖から吹く風がないため湖畔よりも気温がかなり高くなることがある。

## 教育
高校卒業率は86%であり、カナダの平均を上回っている。
市内には4つの教育委員会が存在する。アッパーグランド学区教育委員会 (UGDSB) はウェリントン郡全体と隣接するダファリン郡を管轄しており、ウェリントン・カトリック学区教育委員会 (WCDSB) はグエルフを含むウェリントン郡におけるカトリック教育を管理している。サウス学区カトリック委員会は、親がフランス語で初等・中等教育を受けた生徒に対してセント・レネ・グピル学校でフランス語教育を提供している。ヴィアモンド教育委員会も、親がフランス語で初等・中等教育を受けた生徒に対して初等学校L'Odysséeで教育を行っている。

## 交通
高速道路によりトロント、ロンドン、キッチナー、ハミルトン等と結ばれている。

### 鉄道
- VIA鉄道･･･トロント、ロンドンと結ばれている。
- GOトランジット･･･2011年にトロントと結ぶ通勤列車のキッチナー線が運行開始した。

## 大学
- ゲルフ（グエルフ）大学（University of Guelph）

## 著名な出身者
- ジョン・マクレイ[14]　- 『フランダースの野に（英語版）』の作者として知られる詩人・医師・軍人

## 姉妹都市
- ローリア、イタリア
- カステルフランコ・ヴェーネト、イタリア